# Oligodon vertebralis
Oligodon vertebralis este o specie de șerpi din genul Oligodon, familia Colubridae, descrisă de Günther 1865. Conform Catalogue of Life specia Oligodon vertebralis nu are subspecii cunoscute.